# GE Capital
GE Capital (dříve též GE Money) byla finanční divizí nadnárodní společnosti General Electric. Společnost spravovala aktiva ve výši 211 miliard USD a byla zastoupená ve více než 50 zemích světa. Zaměstnávala celkem přibližně 60 tisíc lidí.
Na českém kapitálovém trhu byla zastoupena třemi společnostmi, českou pobočkou GE Money Bank, GE Money Auto a GE Money Leasing, které se po prodeji transformovaly na Moneta Bank, Moneta Auto a Moneta Leasing.